# Поп, Татьяна Ивановна
Татьяна Ивановна Поп (укр. Тетяна Іванівна Поп; род. 25 июля 1983, Хуст, Закарпатская область) — украинский политик и общественный деятель, журналист, блогер.

## Биография
Родилась 25 июля 1983 г в городе Хуст Закарпатской области.
В 2002—2004 годах работала ведущей на региональном телеканале РТК «Хуст».
В 2014 году не поддержала события на Майдане.
В феврале 2015 года из-за угроз жизни была вынуждена покинуть Украину и переехать в Москву, где занималась журналистcкой и общественной деятельностью. В 2015 году внесена на сайт «Миротворец» как «пособник российских оккупантов и антиукраинский пропагандист». С 2015 года активно защищает права русинов в Украине и странах ЕС.
Как представитель Всемирного совета подкарпатских русинов и президент Координационного центра русинских организаций неоднократно участвовала во встречах с руководством европейских стран. Резонанс в СМИ вызвала одна из встреч с президентом Чехии, которая произошла 3 сентября 2019 года. В ходе этой встречи Татьяна Поп попросила Милоша Земана обратить внимание на проблему русин в Украине и обсудить её с президентом Украины Владимиром Зеленским. Из-за проведения этой встречи 11 сентября Министерство иностранных дел Украины пригласило посла Чехии в Украину Радека Матулу для получения разъяснений.
Некоторые политики и СМИ обвинили тогда Татьяну Поп в сепаратизме и разжигании межнациональной розни. В частности, депутат от фракции Европейская солидарность София Федына с трибуны Верховной Рады призвала СБУ отреагировать на эту встречу.
Вела переговоры с представителями Чехии, Австрии и США о «поддержке подкарпатских русин».
В 2019 году основала конвергентный vision-ресурс «Эхо Киева», на котором вела собственную программу «Эхо с Татьяной Поп». Также проекты на «Эхо Киева» имели Елена Бондаренко, Снежана Егорова и другие украинские медийные персоны. «Эхо Киева» находился под пристальным вниманием СБУ и радикальных элементов, а также постоянно подвергался масштабным DOS-атакам, что вынудило «поставить на паузу» работу ресурса.
В апреле 2022 года в МИЦ «Известия» состоялась презентация Международного общественного движения «Внуки», на которой Татьяна Поп была представлена как глава этого движения. «Внуков» также поддержали журналист Алена Березовская, писатель Олег Рой, актёр Антон Батырев и другие представители общественности. Первой акцией движения стала отправка большой партии гуманитарной помощи в Харьковскую область совместно с Русской гуманитарной миссией. Затем гуманитарный конвой был отправлен в Мариуполь при личном участии Татьяны Поп. А в канун Международного Дня защиты детей был презентован масштабный проект социализации детей с оккупированных территорий «С чего начинается Родина».
Она была внесена на Украине в список инфлюенсеров, поддерживающих «путинский режим».